# Cédric Lewandowski
Pour les articles homonymes, voir Lewandowski.
Cédric Lewandowski, né le 6 juillet 1969 à Lyon, (Rhône), est directeur exécutif du groupe EDF, à la tête de la direction du parc nucléaire et thermique. De mai 2012 à mai 2017, il a exercé les fonctions de directeur du cabinet civil et militaire du ministre de la Défense Jean-Yves Le Drian.

## Biographie

### Formation et début de carrière
Cédric Lewandowski est diplômé de l'Institut d'études politiques de Paris en 1990. Il est également titulaire d'un diplôme d'études approfondies (DEA) en géopolitique du futur  obtenu à Institut Français de Géopolitique, présenté sous l'autorité d'Yves Lacoste.
À l'issue de ses études, Cédric Lewandowski commence sa carrière en tant que conseiller technique et assistant auprès du groupe socialiste de l'Assemblée nationale. Il occupe ensuite le poste de chargé de mission auprès de Christian Pierret alors président de la commission de surveillance de la Caisse des dépôts et des consignations. En 1992, il devient le chef de cabinet du député-maire de Bron, Jean-Jack Queyranne (PS). Il intègre, en 1994, un cabinet d'avocat en tant que conseiller juridique en droit public. À partir de novembre 1995, il rejoint Alain Richard, alors Sénateur du Val d'Oise, comme assistant parlementaire.
En 1997, il intègre une première fois le ministère de la Défense en tant que chef adjoint du cabinet civil et chargé des relations avec le Parlement auprès d’Alain Richard, ministre de la Défense.

### Groupe EDF
En 1998, Cédric Lewandowski est nommé directeur du cabinet du président d’Électricité de France (EDF), François Roussely. II occupe ce poste durant six ans avant d’être nommé Contrôleur Général de l’entreprise.
En 2005, il est nommé directeur des transports et des véhicules du groupe. Il y développe alors la flotte de véhicules électriques de l’entreprise. De 2005 à 2008, il occupe les fonctions de président-directeur général de la société Sodétrel avant de devenir également président de la société E-Lease à partir de 2006. En 2010, dans le cadre de ses fonctions, il lancera, en partenariat avec Toyota et la ville de Strasbourg, la première expérimentation mondiale sur les véhicules hybrides rechargeables .
En septembre 2008, il devient directeur de la division collectivités territoriales (EDF Collectivités) de la direction commerce d’EDF. 
Il est parallèlement président du groupe TIRU, filiale d’EDF, troisième opérateur national dans l’incinération des déchets.
Durant ces années chez EDF, Cédric Lewandowski participe à deux groupes de travail dans le cadre de réflexions demandées par Nicolas Sarkozy et François Fillon, alors respectivement président de la République et Premier ministre. Le premier, présidé par Alain Bauer en 2007, porte sur les institutions publiques spécialisées dans les questions de sécurité et de stratégie. En 2010, il est membre du groupe de travail, présidé par François Roussely, chargé de mener une mission de réflexion sur l’organisation industrielle de la filière nucléaire civile.

### Ministère de la Défense (2012-2017)
En mai 2012, Cédric Lewandowski devient le directeur du cabinet civil et militaire du ministre de la Défense, Jean-Yves Le Drian. Souvent considéré comme un « ministre bis », il est le seul directeur de cabinet à s’être maintenu en poste en continu entre 2012 et 2017,. Les médias justifient parfois sa longévité à ce poste, naturellement exposé, par son influence qui trouve sa source dans un vaste réseau personnel parmi lequel il compte Francois Roussely, Manuel Valls et nombre de politiques américains.
Les liens étroits tissés avec les dirigeants africains, qu’il rencontre au ministère de la Défense ou en déplacement, lui ont valu le surnom de « Focardowski ». Régulièrement repris dans la presse et dans des ouvrages sur la politique africaine de la France,, ce surnom fait référence à Jacques Foccart, conseiller «Afrique » des présidents français dans la seconde moitié du XXe siècle.

### Retour chez EDF (depuis 2017)
Après la passation de pouvoir entre Jean-Yves Le Drian et Sylvie Goulard, il effectue son retour chez EDF. Jean-Dominique Merchet relève qu'« il ne s’est pas fait que des amis, notamment dans la hiérarchie militaire et à Bercy, lors des bras de fer budgétaires et industriels. Il n’est pas exclu que l’alliance de ses deux milieux ait eu raison de la suite de sa carrière ». Pour le journaliste Kevin Alleno, alors que Cédric Lewandowski « était un temps pressenti pour prendre la tête de la DGSE », Emmanuel Macron a tenu à l'éloigner afin d'assurer sa mainmise sur les différentes structures de défense en France. Mais ce ne sont que de pures conjectures, 
Le 12 juin 2017, il est nommé directeur exécutif Groupe chargé de la Direction Innovation, Stratégie et Programmation et rejoint le comité exécutif du Groupe EDF à compter du 17 juillet 2017 .
En septembre 2017, Cédric Lewandowski prend la présidence de la filiale EDF Nouveaux Business, une structure destinée à l’innovation et à l’accompagnement de start-ups.
En février 2018, il devient président du conseil d’administration d’Électricité de Strasbourg, filiale à 88,64 % du groupe EDF.
En juin 2018, à l'occasion de l'assemblée générale de l'Association française de l'éclairage, Cédric Lewandowski est élu président et succède à Michel Francony. Il compte notamment poursuivre les missions d'intérêt général portées par l'association et renforcer sa dimension industrielle.
En complément de ses différentes fonctions, Cédric Lewandowski assure également la représentation du Groupe EDF au sein du conseil de surveillance d’Enedis.
Le 1er juillet 2019, il est nommé par Jean-Bernard Lévy au poste de directeur du parc nucléaire et thermique, en remplacement de Dominique Miniere. Il prend alors la tête de la « direction qui chapeaute le parc des 58 réacteurs français du groupe – le plus important du monde – en plus des centrales à gaz et des deux centrales à charbon qu’exploite encore EDF ». Il s'entoure alors d'anciens proches du cabinet de Jean-Yves Le Drian au ministère de la Défense, dont il était le directeur du cabinet civil et militaire, tels que Jean-Christophe Le Minh.

### Publications
- Lucien Bonaparte : Le Prince Républicain, Passés Composés, 2019 Prix d'histoire de la fondation Napoléon, Prix du Jury, 2020.Grand Prix littéraire du Mémorial de la ville d’Ajaccio, 2020.
- Guerre et Eau, avec Franck Galland, Editions Robert Laffont, 2021, Préface
- Le nucléaire, coll. « Que sais-je ? », 2021

### Distinctions
- Chevalier de la Légion d'honneur[28]
- Chevalier de l'ordre du Mérite agricole[1]
- Officier de l'ordre national du Mali[réf. nécessaire]